# Olle Åhlund
Olle Åhlund (Degerfors, 22 de agosto de 1920 - Degerfors, 11 de fevereiro de 1996) foi um futebolista sueco que atuava como meia. Atuou pela Seleção Sueca de Futebol na Copa do Mundo FIFA de 1950.
Åhlund conquistou uma medalha de bronze no futebol nos Jogos Olímpicos de Verão de 1952, realizado em Helsínquia.